# Yūko Minaguchi
Yūko Minaguchi (皆口 裕子 Minaguchi Yūko?) también conocida como Tomoko Minaguchi (水口知子 Minaguchi Tomoko?), es una seiyū nacida el 26 de junio de 1966 en Tokio y trabaja en Aoni Production.

## Roles interpretados
- Dark Mint en Yes! PreCure 5
- Princesa Apricot en Bosco Adventure (1986).
- Yumi en Blue Sonnet (1989).
- Yawara Inokuma y Kaneko Inokuma en Yawara! (1989).
- Misako en Here is Greenwood (1991).
- Hotaru Tomoe (Sailor Saturn) en Sailor Moon S (1994) y Sailor Moon Sailor Stars (1996).
- Pan y Videl in Dragon Ball GT (1996)-(1997). y "Dragon Ball Z" (1993)-(1996).
- Hinoto en X (1996 film) (1996).
- Menou Sakura en Flame of Recca (1997).
- Tifa Lockhart en Ehrgeiz (1998).
- Nadeshiko Kinomoto en Cardcaptor Sakura (1998).
- Roxanne en Reign: The Conqueror (1999).
- Kaede en Betterman (1999).
- Yaone en Saiyuki (2000), Saiyuki RELOAD y Saiyuki RELOAD GUNLOCK.
- Koyuki en InuYasha (2000).
- Marie Hayakawa en Final Fantasy: Unlimited (2001).
- Madre de Saga en Little Snow Fairy Sugar (2001).
- Farah en Tales of Eternia (2001).
- Akiko Minase en Kanon (2002 y 2006) y en la serie Kaginado.
- Yurika Menou en Final Approach (anime) (2004).
- Princesa Grace en Fushigiboshi no Futagohime (2005).
- Kuromi's Mother en Onegai My Melody (2005)
- Yukariko Sanzen'in en Hayate the Combat Butler (2007).
- Kōko Ibuki en Clannad (2007).
- Kino en MapleStory (2007).
- Mizushima Hisoka en Tokimeki Memorial Girl's Side: 2nd Kiss (2007).
- Night Wizard en Amy (2007).
- Tsurara Shirayuki en Rosario + Vampire Capu2 (2008).
- Momiji en la serie Ninja Gaiden, Dead or Alive 5 Ultimate y Warriors Orochi 3 Hyper
- Xenia Grania Bilseia en las series Super Robot Wars.
- Ayumi Tachibana en BS Tantei Club: Yuki ni Kieta Kako.
- Miki Kozuki en UFO Baby.
- Sawawa Hiyorimi en Princess Resurrection.
- Lephise en Klonoa: Door to Phantomile (Wii).
- Ringo en Casshern Sins.
- Yuuko Asou en el anime promocional para el juego Mugen Senshi Valis.
- Nene Anegasaki en el juego para Nintendo DS Loveplus.
- Chris en el juego para Sony Playstation Langrisser I & II.
- Madre de Tsukimi en Kuragehime (2010).
- Miiko Inui en Acchi Kocchi (2012).
- Videl en Dragon Ball Super (2015).
- Freyja (Thor) en Sword Art Online
- Flora en Yes! PreCure 5 GoGo!
- Rei en Kimetsu no Yaiba

## Curiosidades
De los roles interpretados por Minaguchi, dos han sido reemplazados por la seiyu Shino Kakinuma (Naru Osaka en Sailor Moon): El primero es Videl en Dragon Ball Kai. La razón por la que Minaguchi haya sido reemplazada es porque al momento de grabar la serie, ella se encontraba en Estados Unidos estudiando inglés, sin embargo volvió en 2013 y la interpretó nuevamente en Dragon Ball Z: La Batalla de los Dioses. El segundo personaje también reemplazado por Shino Kakinuma es el de Momiji en el videojuego Yaiba: Ninja Gaiden Z en 2014. Sin embargo se desconoce porque Minaguchi no volvió a su rol para este personaje.